# Aruküla SK

Aruküla SK is een handbalclub uit Estland. 
De club wordt getraind door Toivo Järv en is afkomstig uit Aruküla (gemeente Raasiku) in de noordelijke provincie Harjumaa. De club is opgericht in 1996.